# San José de Unare
San José de Unare es una parroquia del municipio Pedro Zaraza   en el Estado Guárico, en Venezuela. Antiguamente la población se denominaba "El Potrero", en el cual incursionaban los patriotas. Pueblo donde nació el poeta Pedro Sotillo de gran envergadura nacional. San José de Unare es un pueblo muy dependiente, ya que no tiene desarrollo empresarial y solo cuenta con comerciantes que habitan en él y que tratan de cubrir las necesidades de primer nivel, sin embargo se ven obligados a viajar para abastecerse de artículos poco comunes y necesarios a Zaraza en este caso su capital y ciudad más cercana. Posee una población de 12 236 personas. Este pueblo se encuentra entre la vía de Onoto y Zaraza, es decir, queda en la parte noreste del Estado Guárico, y al suroeste del Estado Anzoátegui. Sus tierras son del terciario. Posee escuela, iglesia, módulo policial y muchos campos agrícolas. Su vivencia es agrícola y pecuaria.
- Datos: Q3471516